# Go with the Flow
『Go with the Flow』（ゴー・ウィズ・ザ・フロウ）は、木村拓哉の1作目のオリジナルアルバム。2020年1月8日にSMAP時代から在籍しているビクターエンタテインメントから発売。

## 背景・リリース
2023年7月2日より、本作、Go with the flowとNext DestinationがSpotify限定でサブスク解禁となった。
。

## キャンペーン
2020年1月8日のリリース当日の15時30分、新宿ユニカビジョンにて、アルバム収録曲の「サンセットベンチ」と「One and Only」のMusic Video(short ver.)が流れると、最後には本人出演によるコメント映像が映し出され、「ここで喋っているのは事前収録なんですが...僕は今どこにいるでしょうか？みなさんの後ろを振り返ってみてください！」映像を観ていたファンが後ろを振り返ると、木村拓哉本人がサプライズでぺぺ広場のバルコニーに登場。まさかの本人登場に会場は騒然とし、集まった2000人のファンから大きな歓声が上がった。
登壇後、「本日1月8日ソロとしてアルバムを出させていただくことになりました木村拓哉です。先ほども楽曲提供していただいた槇原敬之さんとラジオ番組の収録をしてきたばかりなんですが、本当にたくさんのお力添えをいただいて今日に至っています。本当に感謝しています。」とコメント。その後「幸いにも雨は上がったんですけども、今日1月8日、この場所に足を運んでくださったみなさんに本当に感謝しております、本当に有難うございました。アルバムを作らせていただいて、騒げる場所も用意しますので、ぜひ騒げる方は一緒に騒いでほしいと思います。そのときはまたよろしくお願いします。本当にみなさん今日は寒いなかお集まりいただきまして、本当に有難うございました！！」と発売日に新宿に集まってくれた人に対して、何度も感謝の言葉を語った。
また、この日は全国でタブロイド紙の無料配布も行われた。その中には糸井重里のインタビュー記事やクイズ企画もあり、そのクイズに答えた人から抽選でオリジナル・グッズが当たる企画も実施している。

## 発売形態
初回限定盤A・初回限定盤B・通常盤の3形態で発売された。
初回限定盤Aと初回限定盤Bの同時購入特典：オリジナル卓上カレンダー2020
店頭先着特典：B2ポスター
オンライン先着特典：ポストカード
先着特典は、TOKYO FM「木村拓哉 Flow supported by GYAO!」とGYAO!スペシャルプログラム「木村さ～～ん！」共同企画みんなの写真で木村拓哉を作ろう！「1/木村拓哉」に応募された画像を使用して作成したモザイクアートになっている。

### 初回限定盤A
- CD+豪華ブックレット
- A4サイズ豪華ブックレット仕様 / ハードカバー+本文58ページ
- 購入者限定プレミアムイベント応募カード封入

### 初回限定盤B
- CD+DVD

1. One and Only〈Music Video〉
2. サンセットベンチ〈Music Video〉
3. Music Video Making

- DVD付き豪華デジパック仕様
- 購入者限定プレミアムイベント応募カード封入

### 通常盤
- CD
- 購入者限定プレミアムイベント応募カード封入（初回プレス分のみ）

### イベント
2020年2月24日、都内某所にて、購入者限定プレミアムイベントを開催。当選者250名が招待される。イベント内にて「木村拓哉クイズ王決定戦」を実施。その内容の一部がGYAO！の木村さ〜〜ん!にて公開された。優勝特典としてGYAO!『木村さ～～ん！』でやりたい企画をプロデュースできる権利をプレゼント。また、期間限定で、CDに封入されているシリアルコードを入力すると、当日の会場での模様が、GYAO!「木村拓哉 特集」ページにて、見ることができた。

## コメント

### 本人
今回、ラジオ番組「Flow」に来てくださったアーティストの皆様、番組を聞いてくれているリスナーの皆様の後押しもあり、アルバムを出させていただく事になりました。
久しぶりのレコーディングでは、最近使っていなかった歌筋もたくさん使いました。
今後はライブという「騒げる場所」も本気で考えていますので、楽しみに待っていてもらえたら嬉しいです。

### 稲葉浩志
私が見て話して遊んで感じて自然に浮かび上がった「生身の木村拓哉像」を歌詞にさせて頂きました。文字通りOne and Onlyです。

### Uru
輝き続ける木村さんをずっと前から拝見してきたので、お話を頂いた時は本当に驚き、とても嬉しかったです。
私の作った曲に木村さんの声が入った音源を聴いた時は、優しさと凛々しさが感じられる歌声に感動しました。
私が参加した「サンセットベンチ」、「I wanna say I love you」は、どちらも幸せな風景が浮かぶ曲なのですが、木村さんの歌声で更に幸せ度が増し、色々な景色が浮かぶ楽曲になりました。
是非たくさんの方に聴いて頂きたいです。

### 小山田圭吾
今回、不思議なご縁で
木村さんのアルバムに参加することになりました。
木村さんのアイディアで、木村さんがサーフボードのワックスを塗る音を
使って曲を作りました。
木村さんの奏でるワックスサウンド、ぜひお楽しみに。

### 川上洋平（[ALEXANDROS]）
今回のお話をいただいた時、
光栄に思うのと同時にとても温かい気持ちになりました。
木村さんとは一年前、
あるお仕事でご一緒させていただきました。
その後、我々のMVに出演していただいたり、
木村さんのレギュラー番組に呼んでいただき、人生初のタコパをしたり...。
バンドマンの人生のレールに「武道館」や「紅白」はあっても、
「木村拓哉さんとこたつを囲んでタコパをする」はまずないだろうなぁ...と
感慨に浸りながら、みかんを食べた記憶があります。
木村さんは「繋がり」というものを本当に大切になさっている方でした。
そしてそれはそのまま僕自身の内面の一部にもなった気がします。
そんなことを考えながら作りました。
ある意味でラブレター、ある意味で友情。
木村さんの声が吹き込まれ、様々な人に届いたら幸いです。

### 槇原敬之
今回、この木村拓哉さんの初めてのソロアルバムに参加させていただけて、とても光栄に思っております！
制作に当たって、何かテーマのリクエストなどないか尋ねたところ、「バースデイソング」を作ってほしいというお題を頂き、この曲を作りました。
森羅万象様々な条件が揃ったその時に、この宇宙に二つとない「君」という”ユニーク”な存在が生まれて来たという事を、自分の誕生日に木村さんがギターをかき鳴らしながら歌ってくれたりしたら、すごく素敵だなぁと想像しながら作ったこの歌を、皆さんも気に入ってくださるとうれしいです^^

### 水野良樹（いきものがかり、HIROBA）
木村拓哉さんの音楽における新しいスタートとなる作品に参加できて、本当に光栄に思っています。
この攻撃的な楽曲が、常に果敢に挑戦し続け、なおかつ多くのひとの期待に応え続けていく木村拓哉さんのポジティブなパワーとともに、世に強く放たれていくことを祈っています。

### 森山直太朗
ラジオや番組で最近よくご一緒させていただいている木村さん。ご縁あって再び楽曲を提供させていただきました。
ローリングストーンという曲です
。
誰もが過ごすであろう、たった一人自分と向き合うその束の間を、木村さんになぞらえて作ってみました。
ギリギリまで曲の生々しさを共に悩み追求してくれた木村さんとスタッフのみなさんには感謝の言葉しかありません。
曲中にある叫びにも似た祝福の合図が、一人一人に届きますように。

### LOVE PSYCHEDELICO
アーティスト木村拓哉の新しい門出を一緒に迎えることが出来て光栄に思います。
そして音楽を通してそれをお祝い出来たことを嬉しく思います。
木村君、素敵な時間をありがとう。その素敵な唄声を次はライブで、沢山の人達に届けてください。

## 収録曲

### CD
※全形態共通
1. Flow［2:10］
作曲・編曲：小山田圭吾
2. One and Only［4:36］
作詞：稲葉浩志、作曲・編曲：多保孝一、ブラスアレンジ：村田陽一
  - 「GYAO!」CMソング
3. I wanna say I love you［5:15］
作詞・作曲：Uru、編曲：富樫春生
4. UNIQUE［4:18］
作詞・作曲・編曲：槇原敬之
5. NEW START［4:22］
作詞：いしわたり淳治、作曲：水野良樹、編曲：TAKAROT
  - コロプラ「白猫プロジェクト」CMソング
6. Leftovers［4:59］
作詞・作曲：川上洋平 (from [ALEXANDROS])、編曲：川上洋平 (from [ALEXANDROS])、佐瀬貴志、宗像仁志
7. ローリングストーン［5:03］
作詞：御徒町凧、作曲：森山直太朗、編曲：小名川高弘
8. Speaking to world［4:05］
作詞：前田甘露、作曲：Fredrik "Figge" Bostrom、佐原康太、編曲：佐原康太
9. サンセットベンチ［4:34］
作詞・作曲：Uru、編曲：富樫春生
10. Your Song［4:35］
作詞・作曲：川上洋平 (from [ALEXANDROS])、編曲：清水俊也
  - 木村が主演として製作に携わったPlayStation 4専用ソフト SEGA『JUDGE EYES:死神の遺言』の挿入歌だった[ALEXANDROS]の楽曲のカバー。
  - 木村拓哉をイメージしてこの楽曲を制作したという[7]。
11. My Life［3:52］
作詞・作曲：KUMI、NAOKI、編曲：LOVE PSYCHEDELICO
12. A Piece Of My Life［5:28］
作詞：西田恵美、作曲：川口進、Christofer Erixon、編曲：清水俊也
13. 弱い僕だから（session）［4:17］
作詞・作曲：忌野清志郎、編曲：三宅伸治
  - SMAP 10thアルバム『SMAP 011 ス』収録曲の再録バージョン

## 演奏
- 木村拓哉
  - Vocals
  - Surf wax scratch noise (#1)
  - Blues Harp (#13)
- 小山田圭吾 (Cornelius)：All Instruments (#1)
- 美島豊明：Manipulator & Engineer (#1)
- 稲葉浩志 (B'z)：Chorus (#2)
- 八橋義幸：Guitar (#2.10.12)
- 多保孝一：Guitar (#2)
- 根岸孝旨：Bass (#2)
- 小田原豊：Drums (#2.3.10.12)
- Dr.Kyon：Piano & Organ (B-3) (#2)
- 村田陽一：Trombone (#2)
- 山本拓夫：Saxophone (#2)
- 西村浩二：Trumpet (#2)
- オオヒナタハルコ：Chorus (#2)
- 中山佳敬：Engineer (#2)
- 富樫春生
  - Keyboards (#3)
  - Piano (#9)
- 中内正之：Guitar (#3)
- 美久月千晴：Bass (#3)
- 宮本仁：Percussion (#2)
- Uru：Chorus (#3.9)
- 中谷浩平：Engineer (#3.9)
- 槇原敬之：All Instruments & Chorus (#4)
- 佐橋佳幸：Guitar (#4)
- 滝澤武士：Engineer (#4)
- 久次米真吾：Guitar (#5)
- 須藤優 (ARDBECK, XIIX)：Bass (#5)
- 佐野康夫：Drums (#5)
- 溝田喬士、菅家隆介：Trumpet (#5)
- 筒井弘之：Trombone (#5)
- 園田佳煇：Tenor Saxophone (#5)
- MOTOR HOTEL：Chorus (#5)
- 渡邉佳志：Engineer (#5)
- 宗像仁志：All Instruments, Chorus (#2)
- うみ野勝久：Guitar (#6)
- 佐藤静香：Chorus (#6)
- 大久保孝洋：Engineer (#6.10.12)
- 小名川高弘：Guitar & Piano (#7)
- 宮本將行：Bass (#7)
- 河村吉宏：Drums (#7)
- 須原杏ストリングス：Strings (#7)
- 森山直太朗：Chorus (#7)
- 安田博城：Engineer (#7.8.13)
- 佐原康太：All Instruments (#8)
- 岩崎誠司：Chorus (#8.10.12)
- 嶋田祐樹：Chorus (#8.12)
- 石橋尚子：Violin (#9)
- 島岡智子：Viola (#9)
- 結城貴弘：Cello (#9)
- 浜崎賢太：Bass (#10.12)
- 清水俊也：Keyboards (#10.12)
- KUMI (LOVE PSYCHEDELICO)：Organ, Tambourine, Shaker, Chorus (#11)
- NAOKI (LOVE PSYCHEDELICO)：Engineer, Guitar, Bass, Programming, Chorus (#11)
- オカモトレイジ (OKAMOTO'S)：Drums (#11)
- 三宅伸治：Guitar & Chorus (#13)
- 高橋Jr知治：Bass (#13)
- Kenny Mosley：Drums (#13)
- 金子隆博：Organ (B-3) (#13)